# Jawornik Polski (Gmina)
La gmina de Jawornik Polski [jaˈvɔrɲik ˈpɔlskʲi] est une commune rurale (gmina wiejska) du sud-est de la Pologne située dans la Voïvodie des Basses-Carpates faisant partie du powiat de Przeworsk. D'une superficie de 62,9 km², elle comptait 4 475 habitants en 2017.
Son siège, le village de Jawornik Polski se situe à environ 28 km de Przeworsk, le siège du powiat et 35 km de Rzeszów, la capitale régionale.